# Encyclopedia.com
Encyclopedia.com，又稱HighBeam Encyclopedia，是匯總其他已出版辭典、百科全書及參考書資訊的网络百科全书，含有圖片與影片。

## 歷史
Encyclopedia.com由Infonautics於1998年3月推出。Infonautics於2001年為Tucows收購。2002年8月，派屈克·斯佩恩從Tucows收購Encyclopedia.com及其姊妹站點eLibrary，並將其併入新成立的Alacritude有限責任公司。該業務後稱HighBeam Research，最終為Gale買下。Encyclopedia.com現由總部位於芝加哥的公司HighBeam Research營運，該公司為參考書出版商Gale的子公司，Gale則為Cengage的子公司。

## 內容
Encyclopedia.com允許使用者從數種百科全書與辭典來源存取一個主題的資訊，有近20萬篇條目與5萬個主題摘要，集結了來自牛津大學出版社、《哥倫比亞百科全書》、母公司Gale等的網路百科全書及條目。

## 外部連結
- 官方网站